# Kevin Westgarth
Kevin Westgarth (né le 7 février 1984 à Amherstburg, Ontario au Canada) est un joueur professionnel canadien de hockey sur glace.

## Carrière de joueur
Joueur ayant évolué lors de quatre saisons avec les Tigers de la prestigieuse Université de Princeton avant de devenir professionnel. Au terme de ces quatre années, il signe un contrat avec les Kings de Los Angeles en mars 2007, ce qui lui permet de terminer la saison avec les Monarchs de Manchester. Depuis ce temps, il évolue toujours avec l'équipe et joua ses premières parties dans la Ligue nationale de hockey en 2008-2009.
Le 13 janvier 2013, il est échangé aux Hurricanes de la Caroline contre Anthony Stewart, un choix de quatrième ronde en 2013 et un choix de sixième ronde en 2014.
Le 30 décembre 2013, Westgarth est échangé aux Flames de Calgary contre Greg Nemisz.

## Parenté dans le sport
- Son frère Brett Westgarth est également professionnel.

## Statistiques
| Saison     | Équipe                    | Ligue      |     | Saison régulière | Saison régulière | Saison régulière | Saison régulière | Saison régulière |   | Séries éliminatoires | Séries éliminatoires | Séries éliminatoires | Séries éliminatoires | Séries éliminatoires |
| Saison     | Équipe                    | Ligue      | PJ  | B                | A                | Pts              | Pun              | PJ               | B | A                    | Pts                  | Pun                  |                      |                      |
| 2003-2004  | Tigers de Princeton       | NCAA       | 25  | 3                | 3                | 6                | 48               | -                | - | -                    | -                    | -                    |                      |                      |
| 2004-2005  | Tigers de Princeton       | NCAA       | 29  | 4                | 3                | 7                | 36               | -                | - | -                    | -                    | -                    |                      |                      |
| 2005-2006  | Tigers de Princeton       | NCAA       | 29  | 10               | 13               | 23               | 36               | -                | - | -                    | -                    | -                    |                      |                      |
| 2006-2007  | Tigers de Princeton       | NCAA       | 33  | 8                | 16               | 24               | 40               | -                | - | -                    | -                    | -                    |                      |                      |
| 2006-2007  | Monarchs de Manchester    | LAH        | 14  | 1                | 2                | 3                | 44               | -                | - | -                    | -                    | -                    |                      |                      |
| 2007-2008  | Monarchs de Manchester    | LAH        | 69  | 6                | 6                | 12               | 191              | 4                | 0 | 0                    | 0                    | 6                    |                      |                      |
| 2008-2009  | Monarchs de Manchester    | LAH        | 65  | 4                | 6                | 10               | 165              | -                | - | -                    | -                    | -                    |                      |                      |
| 2008-2009  | Kings de Los Angeles      | LNH        | 9   | 0                | 0                | 0                | 9                | -                | - | -                    | -                    | -                    |                      |                      |
| 2009-2010  | Monarchs de Manchester    | LAH        | 76  | 11               | 14               | 25               | 180              | 16               | 1 | 0                    | 1                    | 10                   |                      |                      |
| 2010-2011  | Kings de Los Angeles      | LNH        | 56  | 0                | 3                | 3                | 105              | 6                | 0 | 2                    | 2                    | 14                   |                      |                      |
| 2011-2012  | Kings de Los Angeles      | LNH        | 25  | 1                | 1                | 2                | 39               | -                | - | -                    | -                    | -                    |                      |                      |
| 2012-2013  | Hurricanes de la Caroline | LNH        | 31  | 2                | 2                | 4                | 45               | -                | - | -                    | -                    | -                    |                      |                      |
| 2013-2014  | Hurricanes de la Caroline | LNH        | 12  | 0                | 0                | 0                | 4                | -                | - | -                    | -                    | -                    |                      |                      |
| 2013-2014  | Flames de Calgary         | LNH        | 36  | 4                | 3                | 7                | 64               | -                | - | -                    | -                    | -                    |                      |                      |
| 2014-2015  | Belfast Giants            | EIHL       | 43  | 13               | 7                | 20               | 95               | -                | - | -                    | -                    | -                    |                      |                      |
| Totaux LAH | Totaux LAH                | Totaux LAH | 224 | 22               | 28               | 50               | 580              | 20               | 1 | 0                    | 1                    | 16                   |                      |                      |
| Totaux LNH | Totaux LNH                | Totaux LNH | 169 | 7                | 9                | 16               | 266              | 6                | 0 | 2                    | 2                    | 14                   |                      |                      |

## Transactions en carrière
- 16 mars 2007 : signe un contrat comme agent libre avec les Kings de Los Angeles.